# Kőtörő Miklós
Kőtörő Miklós (Kecskemét, 1936. február 3. – Monorierdő, 1994. december 22.) közgazdász, a Bács-Kiskun Megyei Tanács pénzügyi osztályvezetője, a Bács-Kiskun Megyei Közgyűlés első elnöke, a Megyei Önkormányzatok Országos Szövetségének első elnöke.
"Újra és újra megfogalmazzuk és nem egyetértően, hogy kétféleképpen kell elszámolnunk a munkánkkal. El kell számolnunk a testület felé, a környezetünk felé, és ez nagyon fontos, hogy sikerüljön. De el kell számolnunk a saját lelkiismeretünk felé is, saját magunk felé is, és én ezt tartom fontosabbnak." (Elhangzott az épülő Bács-Kiskun Megyei Könyvtár előtt a Kecskeméti Televízió riportjában)

## Élettörténete
Négygyerekes családban nőtt fel harmadik gyerekként. Apja, id. Kőtörő Miklós MÁV dolgozó, anyja, Kolozsvári Mária háztartásbeli. Kecskeméten, a Közgazdasági Technikumban 1955-ben érettségi bizonyítványt, majd a Marx Károly Közgazdaságtudományi Egyetemen 1959-ben pénzügy könyvvitel diplomát szerzett. Egyetemi évei alatt szerzett tapasztalatai alapján 1994-ben megalapította a Bács-Kiskun Megyei Myra Alapítványt.
Első munkahelye a Bács-Kiskun Megyei Tanács Pénzügyi Osztálya volt, itt revizorként dolgozott. Éveken át volt a Fémmunkás Vállalat kecskeméti gyárában főkönyvelő, majd Budapesten a Fémmunkás Vállalat gazdasági vezérigazgató helyettese lett. 1984-től a Bács-Kiskun Megyei Tanács pénzügyi osztályvezetőjeként tért vissza Kecskemétre, a rendszerváltást követően a megalakult első Bács-Kiskun Megyei Közgyűlés elnöke lett. A Megyei Önkormányzatok Országos Szövetségének első elnöke volt. 1994. december 22-én autóbalesetben hunyt el.

## Munkája
Bács-Kiskun megye életében számos fontos beruházás, fejlesztés támogatása fűződik a nevéhez
- Apostag, Zsinagógafelújítás
- Kecskemét, Bács-Kiskun Megyei Kórház Onkológiai Centrum
- Kecskemét, Bács-Kiskun Megyei Levéltár
- Kecskemét, Dán Kulturális Intézet
- Kiskunhalas, Szakosított Szociális Otthon
- Kecskemét, Magyar Fotográfiai Múzeum
- Kecskemét, Bács-Kiskun Megyei Civil Szervezetek Háza
- Myra Alapítvány

## Elismerések
- 1992. Belügyminiszteri aranygyűrű
- 1993. Nemesnádudvar díszpolgára
- 1994. Bács-Kiskun Megyéért Díj

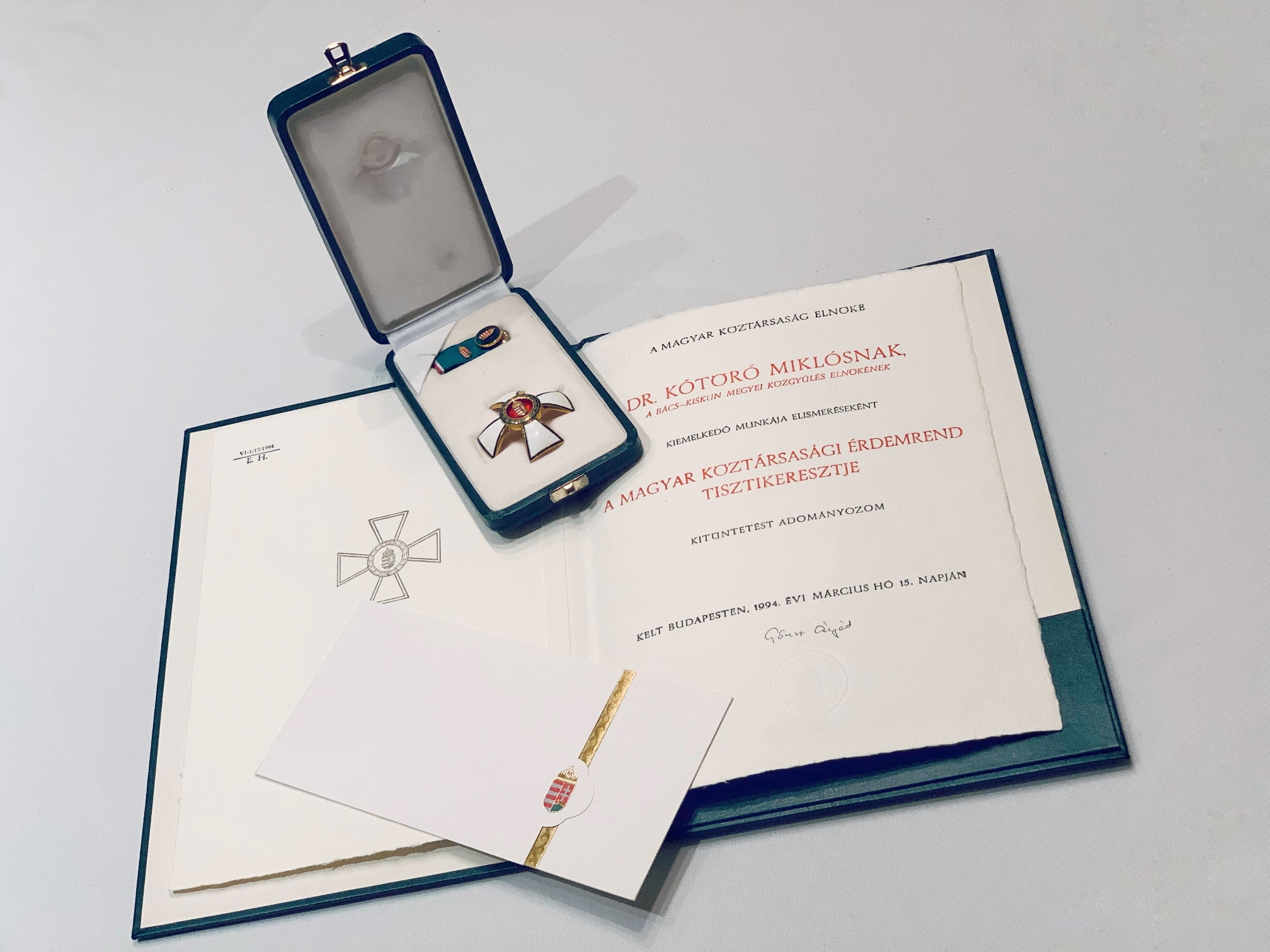
A Magyar Köztársági Érdemrend tisztikeresztje

- 1994. A Magyar Köztársasági Érdemrend tisztikeresztje
- 2015. december 11-én, a Bács-Kiskun Megyei Önkormányzat megalakulásának 25. évfordulóján Rideg László, a Bács-Kiskun Megyei Közgyűlés elnöke emléktáblát avatott Kőtörő Miklós tiszteletére Emléktábla a Bács-Kiskun Megyei Önkormányzat épületében

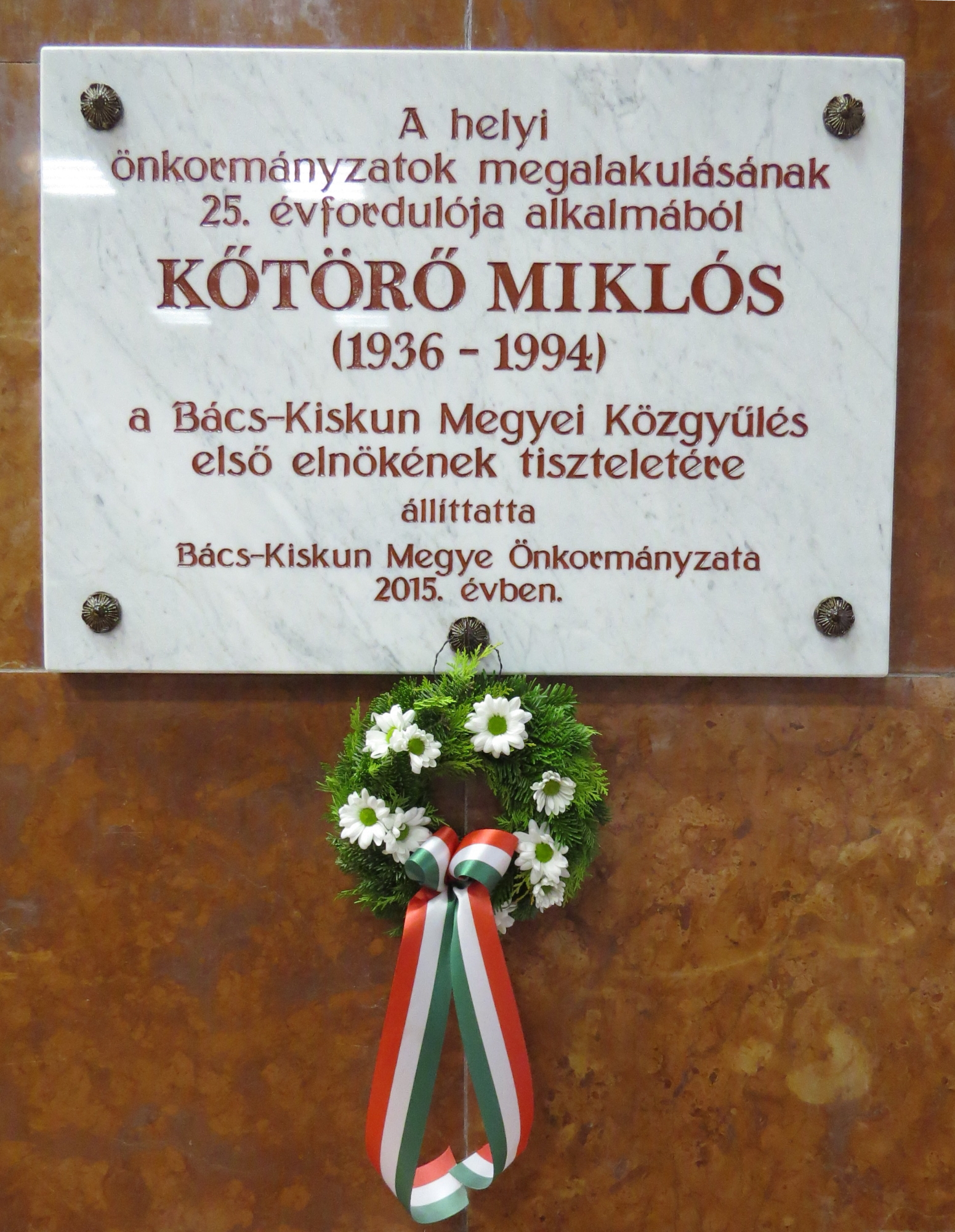
Emléktábla a Bács-Kiskun Megyei Önkormányzat épületében